# Gorna Chadżijska
Gorna Chadżijska (bułg. Горна Хаджийска) – wieś w Bułgarii, w obwodzie Wielkie Tyrnowo, w gminie Złatarica. W 2024 roku pozostał 1 człowiek.